# Motorförarnas Helnykterhetsförbund
Motorförarnas Helnykterhetsförbund (MHF), grundad 1926 är en nykterhetsorganisation i Sverige som inriktar sig på nykterhet i trafiken. Förbundet har cirka 10 000 medlemmar (2021).

## Verksamhet
MHF arbetar med trafiksäkerhetsfrågor, med särskilt fokus på trafiknykterhet. Förbundet har bland annat medverkat till att genomföra högertrafikomläggningen, obligatorisk bilbesiktning, lagstadgade låga promillegränser och användande av säkerhetsbälte.
MHF är organiserat i sju regioner: Skåne, Öst, Väst, Mälardalen, Bergslagen, Mitt och Norr.
Organisationen har två medlemskategorier:
- MHF Helnykter (krav på helnykterhet)
- MHF Trafiknykter (krav på helnykterhet i trafiken)

MHF:s ungdomsförbund heter MHF-Ungdom. MHF är, liksom sin ungdomsorganisation, en av medlemsföreningarna i studieförbundet NBV.

## Historik
Den mest framgångsrika perioden för MHF var 1950- och 1960-talen. Under denna tid bidrog man 1963 till bildandet av Svensk Bilprovning samt Sveriges övergång till högertrafik fyra år senare. 1957 nådde man sin medlemstopp med drygt 100 000 medlemmar, medan antalet 1995 var nere i 65 000. 2023 var antalet medlemmar cirka 8 600.
Begreppet ”nollvision” i trafiken lanserades i ett MHF-sammanhang 1995. Under MHF:s konferens Tylösandsseminariet delade dåvarande Vägverkets (nuvarande Trafikverket) trafiksäkerhetschef Claes Tingvall med sig av sin vision för den svenska trafiksäkerheten – att ingen skulle behöva dö eller skadas allvarligt i trafiken. 1997 beslutade riksdagen om att nollvisionen skulle antas som en ledstjärna för svenskt trafiksäkerhetsarbete.
MHF:s medlemstidning Motorföraren startades 1927 och lades ner 2023. Den regionala tidningen heter Ratta Ren (i Region Öst heter den regionala tidningen Trafiknykter).